# Leptocerus chatadalaja
Leptocerus chatadalaja là một loài Trichoptera trong họ Leptoceridae. Chúng phân bố ở miền Ấn Độ - Mã Lai.